# 龙安桥镇
龙安桥镇，是中华人民共和国黑龙江省齐齐哈尔市富裕县下辖的一个乡镇级行政单位。

## 行政区划
龙安桥镇下辖以下地区：
龙安桥村、小河东村、东风村、雅洲村、兴裕村和富欣村。